# Logoteta militar
El logoteta militar (en griego: λογοθέτης τοῦ στρατιωτικοῦ, logothetēs toū stratiōtikou), era un cargo imperial bizantino a cargo de la paga y el aprovisionamiento del ejército. El cargo aparece a finales del siglo VII y se menciona hasta el siglo XIV.

## Historia y funciones

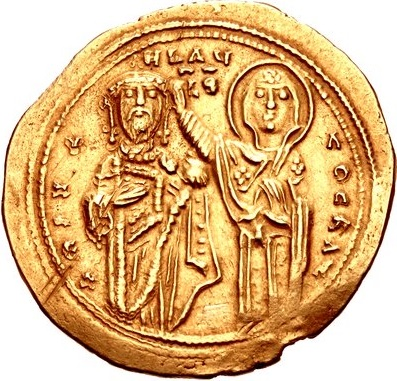
Moneda bizantina con el sello de Miguel VI (Miguel Bringas).

Este deber fue ejercido originalmente por la prefectura pretoriana, pero el cofre militar (en griego: το στρατιωτικόν, to stratiōtikon) finalmente se separó y se formó como un logotecio separado. El primer logoteta militar atestiguado fue Julián, el «más glorioso hipato y patricio» en 680.
La esfera exacta de funciones del logoteta militar es algo oscura. La única evidencia directa de sus funciones proviene del De Ceremoniis del emperador  Constantino VII Porfirogéneta del siglo X, según el cual supervisaba la imposición y exención de impuestos en las casas de los soldados. También se sabe que hacia el siglo XI ejercía algunas funciones jurídicas. Varios académicos (en particular Ernst Stein) han argumentado que el logoteta militar supervisaba los asuntos militares en general, como el reclutamiento de tropas, la construcción de fortificaciones y el gasto militar general. Sin embargo, esta hipótesis no puede probarse.

## Oficiales subordinados
Los subordinados del logoteta militar eran:
- Los cartularios del secreto (en griego: χαρτουλάριοι τοῦ σεκρέτου; chartoularioi [megaloi] tou sekretou), los oficiales subalternos superiores del departamento.[1]
- Los cartularios de los themas (en griego: τῶν θεμάτων) y de los tagmata (en griego: τῶν ταγμάτων), supervisando los asuntos financieros de las tropas thematicas y del tagma imperial, respectivamente.[1]
- Los legatarios (en griego: λεγατάριοι; legatárioi), cuya función exacta es desconocida.[3][4]
- Los opcions (en griego: ὀπτίονες; en latín: optio), oficiales encargados de distribuir el pago de las tropas.[4]
- Los cancelarios (kankellarioi) bajo un protocancelario (protokankellarios).[4]
- Loss mandatores («mensajeros»).[4]

## Lista de logotetas militares conocidos
| Nombre            | Tenencia                    | Nombrado por           | Notas | Referencias  |
| ----------------- | --------------------------- | ---------------------- | --- | ------------ |
| Julián            | c. 680                      | Constantino IV         | Hipato y patricio, solo conocido como asistente del Concilio de Constantinopla III. | [ 5 ]        |
| Eustatio          | probablemente del siglo VII | Desconocido            | Conocido solo por su sello de liderazgo en el cargo. | [ 6 ]        |
| Juan              | c. 787-790                  | Irene de Atenas        | Un eunuco sirviente de Irene, se le menciona por asistir al Concilio de Nicea II, con el rango de ostiario imperiales y el cargo de «logoteta militar». Hacia 790 también fue sacelario, y dirigió una expedición a Italia en apoyo del ex rey de los lombardos Adelchis, que pretendía recuperar su reino de manos de Carlomagno. La expedición fue derrotada por los francos y Juan fue capturado y asesinado. | [ 5 ]        |
| Juan              | siglo VIII/ix               | Desconocido            | Conocido solo por su sello de liderazgo en el cargo. | [ 6 ]        |
| Jorge             | c. 829-843                  | Teófilo                | Logoteta militar durante el reinado de Teófilo. | [ 5 ]        |
| Marino            | c. 869                      | Basilio I el Macedonio | Patricio y senador, solo conocido por asistir al Concilio de Constantinopla en 869. | [ 5 ]        |
| Teodoro Dafnopata | antes de 959                | Romano II              | El patricio Teodoro Dafnopata, un antiguo logoteta militar, fue ascendido por Romano II a prefecto de Constantinopla. | [ 7 ]        |
| Nicolás           | c. mediados del siglo xi    | desconocido            | Miguel Psellos le ofreció un elogio fúnebre. | [ 6 ]        |
| Miguel VI Bringas | hasta 1056                  | Teodora Porfirogéneta  | Un administrador del ejército de edad avanzada, Miguel fue elevado al trono por los eunucos del palacio tras la muerte de la emperatriz Teodora en 1056, y reinó hasta su destitución en 1057. | [ 5 ]        |
| Pablo             | desconocido                 | desconocido            | Conocido solo por sus sellos de liderazgo como protospatario, crisotriclino, juez del Hipódromo y logoteta militar. | [ 6 ]        |
| Miguel            | siglo xi/xii                | desconocido            | Conocido sólo por sus sellos de liderazgo como patricio, antípato, vestes y vestarca, y logoteta militar. | [ 6 ]        |
| Teodosio          | siglo xii                   | desconocido            | Conocido solo por sus principales sellos de oficio como hipato, protospatario y logoteta militar. | [ 6 ]        |
| Hialeas           | c. 1315/1316                | Andrónico II Paleólogo | Una inscripción de 1316 menciona el pansebasto, logoteta militar y céfalo de Tesalónica «Hyalsou», con toda probabilidad un error ortográfico del genitivo «Hyaleou». Guilland sugiere una posible identidad con Alejo Hialeas, el gran adnumiasta. | [ 5 ] [ 8 ]  |
| Meliteniota       | c. 1325                     | Andrónico II Paleólogo | Mencionado en un documento legal en Constantinopla en 1325. | [ 9 ]        |
| Teodoro Cabasilas | c. 1327                     | Andrónico II Paleólogo | Sebasto y ex gran dieceta. Elogiado por Juan VI Cantacuceno como un hombre muy estimado por Andrónico II y Andrónico III, trató de mediar entre los dos durante la guerra civil bizantina de 1321-1328. | [ 5 ] [ 10 ] |